# Kordierit
Cordierit är ett hårt aluminiummagnesiumsilikat-mineral som har haft användning som prydnadssten och då speciellt en blå, klar variant som finns på Sri Lanka, vanligen men oriktigt kallad vattensafir eller "luchssafir". Dess specifika vikt är lägre än för den äkta safiren. Mineralet är uppkallat efter Louis Cordier, och upptäcktes första gången 1813.

## Egenskaper
Cordieriten kan anta många olika färger och visar dessutom olika färg beroende på i vilken riktning mineralet betraktas  (pleokroism). 

## Förekomst
Cordierit förekommer i gnejs, metamorfa  bergarter och skarn. Cordierit finns bland annat i Falun, Riddarhytte malmfält och i Arendal i Norge samt på flera andra platser i Europa och Nordamerika.

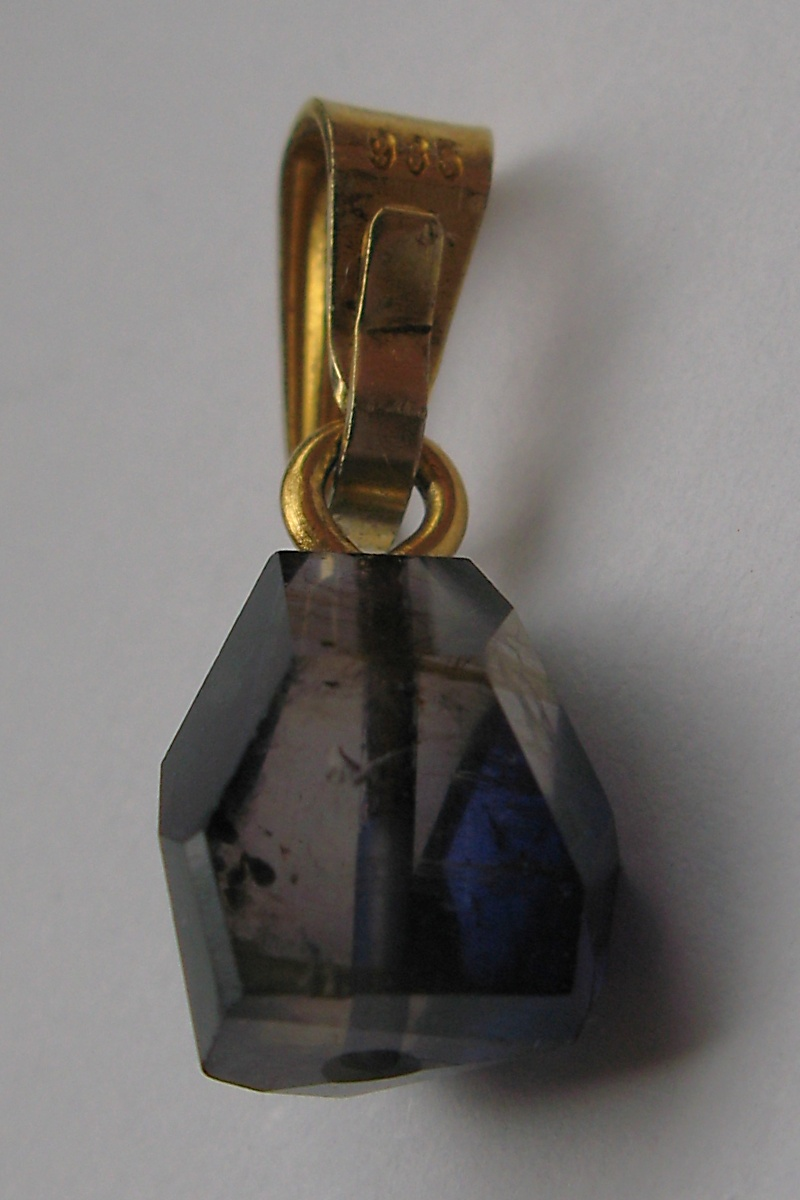
Cordierit sedd i den färgsvaga b-axelns riktning
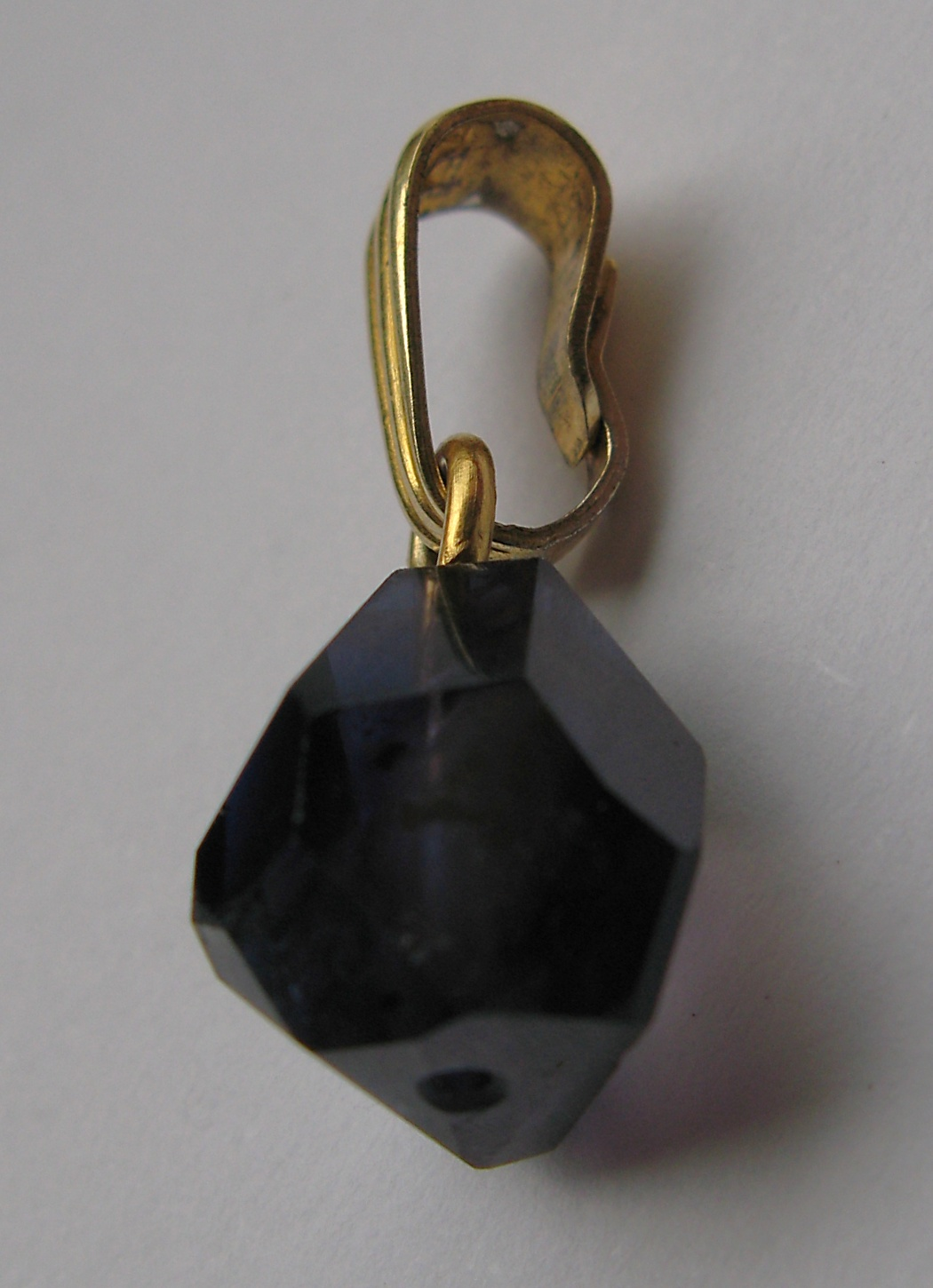
Cordierit sedd i den blåvioletta a-axelns riktning
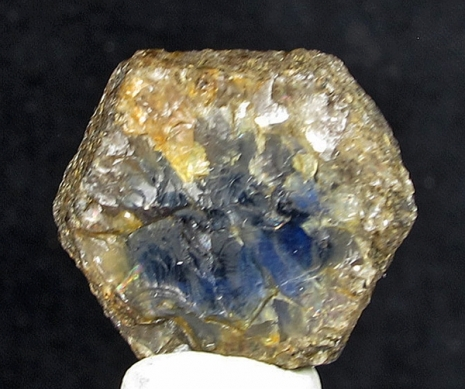
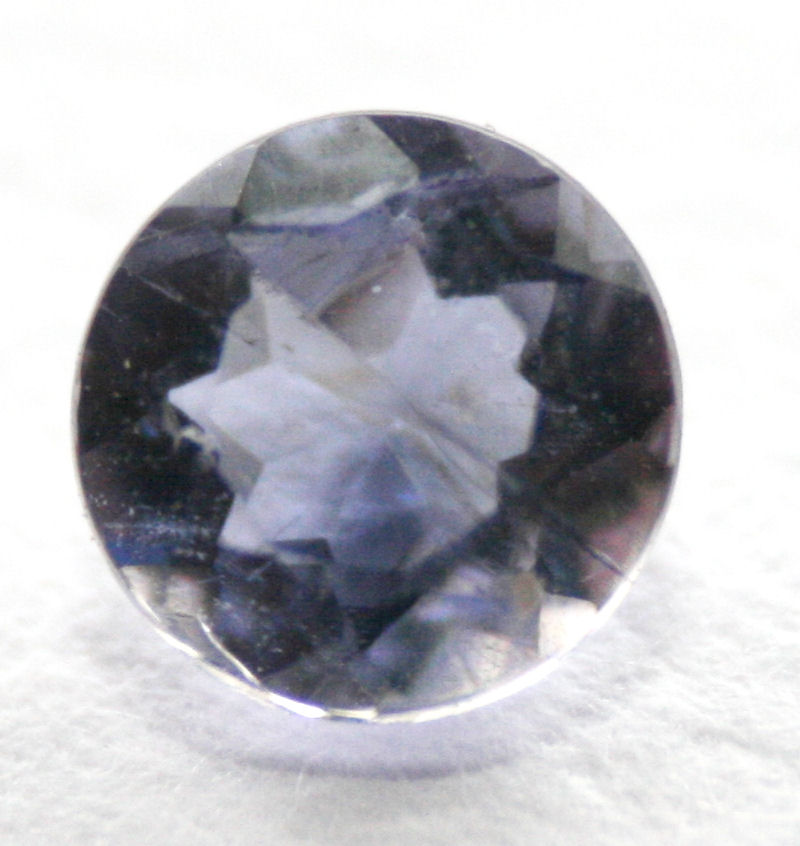
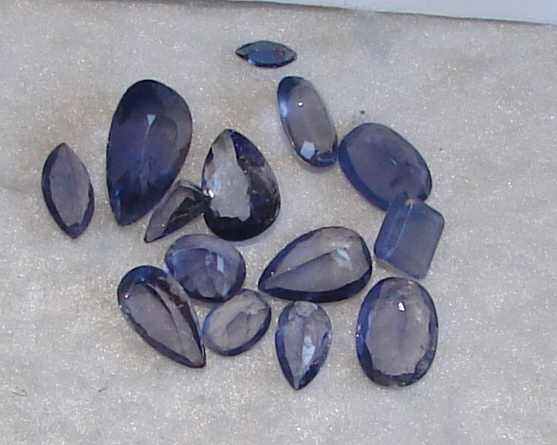
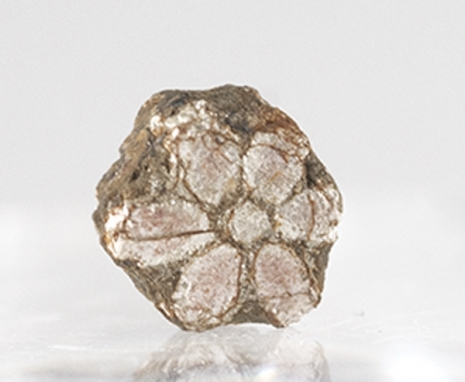